# 威廉·堅
威廉·堅（又譯金尼；英文：William Caine，1799年3月17日－1871年9月19日），出生於愛爾蘭，於鴉片戰爭時，為英國軍隊第26團上尉。英國佔領香港島後，由於行政官義律需要一名對中國法律稍有認識的軍官作為法官，威廉·堅被認為是最適合的人選，於1841年4月30日成為香港政府首任裁判官，於3年後建立香港警察隊，並且兼辦監獄事務，直至於1859年9月離任，共服務18年，共歷5朝香港總督及副香港總督。

## 以他命名的事物
- 堅道：位於香港島半山區。[1]
- 堅偉大樓：位於灣仔香港警察總部，1954年落成。[2]

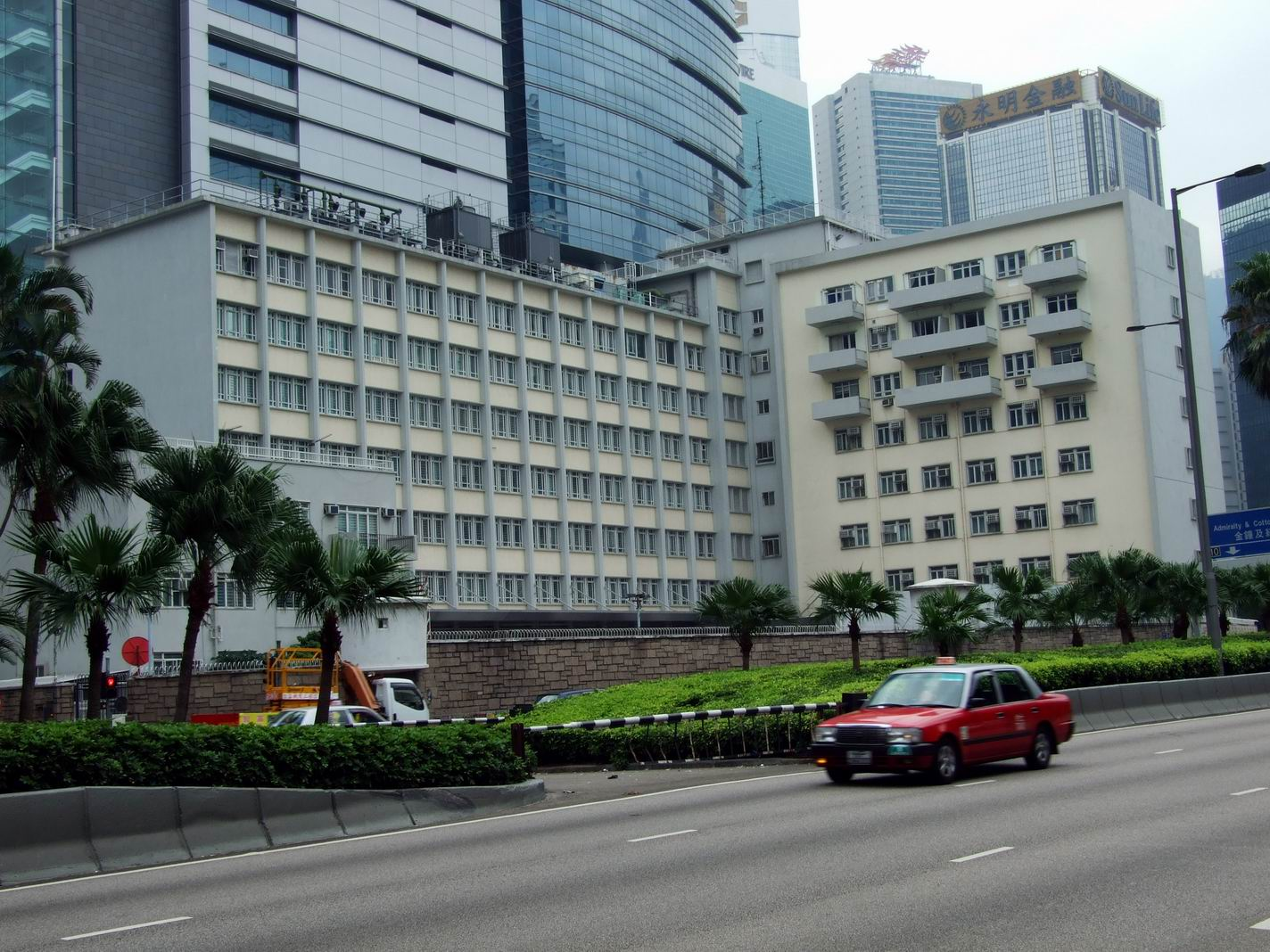
堅偉大樓

## 軼事
《華友西報》編輯泰倫（William Tarrant）曾經批評他的貪污行為，結果被下囚。

## 外部連結
- 香港早年監獄發展歷史

| 政府职务        | 政府职务                            | 政府职务                        |
| --------------- | ----------------------------------- | ------------------------------- |
| 前任者： 謝利   | 香港核數總長 1846–1854              | 繼任者： 孖沙                   |
| 前任者： 卜魯斯 | 香港輔政司 1846 – 1854              | 繼任者： 孖沙                   |
| 前任者： 寶寧   | 香港總督 署理 1859年5月 – 1859年9月 | 繼任者： 羅便臣                 |
| 前任者： 首任   | 香港總裁判司 1846–1854              | 繼任者： 希利(署理) 查理士·梅理 |